# Lista stadionów piłkarskich w Korei Północnej
Stadiony piłkarskie w KRLD.
| #  | Stadion | Stadion                   | Pojemność | Drużyna                                            | Miasto     | Uwagi                          |
| -- | ------- | ------------------------- | --------- | -------------------------------------------------- | ---------- | ------------------------------ |
| 1  |         | Stadion 1 Maja            | 150 000   | KRLD (rzadko), 25 kwietnia (mecze w pucharach AFC) | Pjongjang  | Największy stadion na świecie. |
| 2  |         | Stadion im. Kim Ir Sena   | 50 000    | KRLD, P’yŏngyang SC                                | Pjongjang  |                                |
| 3  |         | Stadion w Sunan           | 40 000    |                                                    | P’yŏngsŏng |                                |
| 4  |         | Stadion młodzieży Sariwŏn | 35 000    | Rimyongsu                                          | Sariwŏn    |                                |
| 5  |         | Stadion Kaesŏng           | 35 000    |                                                    | Kaesŏng    |                                |
| 6  |         | Stadion Hamhŭng           | 35 000    |                                                    | Hamhŭng    |                                |
| 7  |         | Stadion Yanggakdo         | 30 000    | Sobaeksu, Amnokgang                                | Pjongjang  |                                |
| 8  |         | Stadion Nam'po            | 30 000    |                                                    | Nampo      |                                |
| 9  |         | Stadion piłkarski Sŏsan   | 25 000    | Hwaebul                                            | Pjongjang  |                                |
| 10 |         | Stadion Haeju             | 25 000    |                                                    | Haeju      |                                |
| 11 |         | Kompleks sportowy Sinŭiju | 17 500    | Kigwanch’a                                         | Sinŭiju    |                                |
| 12 |         | Chandongcha Park          | 15 000    | Ch’ŏngjin Chandongcha                              | Ch’ŏngjin  |                                |
| 13 |         | Stadion Wŏnsan            | 15 000    |                                                    | Wonsan     |                                |
| 14 |         | Stadion Hwangju           | 7 500     |                                                    | Hwangju    |                                |
| 15 |         | Stadion Miejski Kimch’aek | 5 000     | Wolmido                                            | Kimch’aek  |                                |
| 16 |         | Stadion Hoeryŏng          | ?         |                                                    | Hoeryŏng   |                                |